# Liste d'entreprises reliées au vêtement
Cet article fournit une liste des principales entreprises impliquées dans la production et la distribution de vêtements.

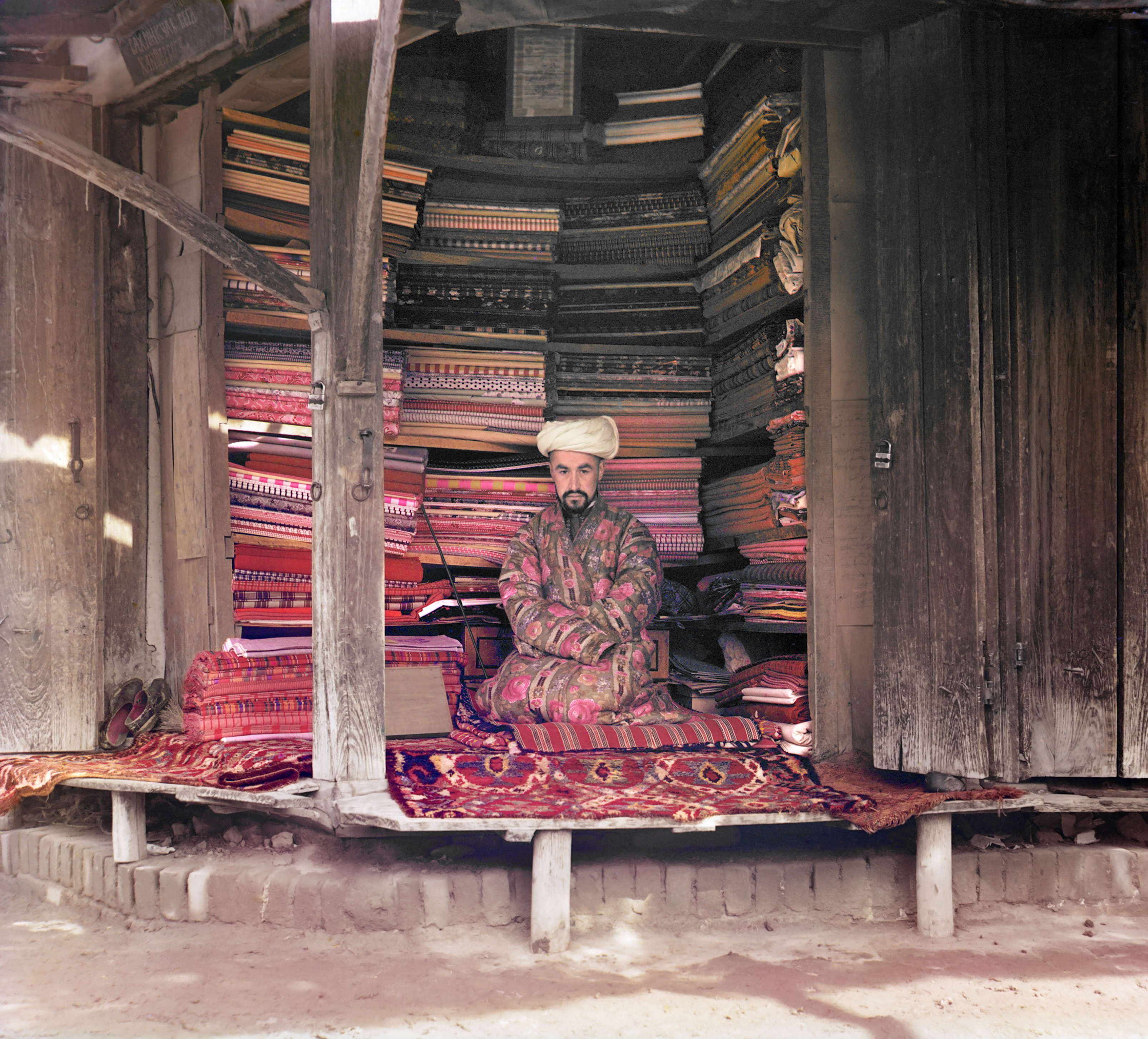
Marchand de tissus à Samarkand,
début du XXe siècle.

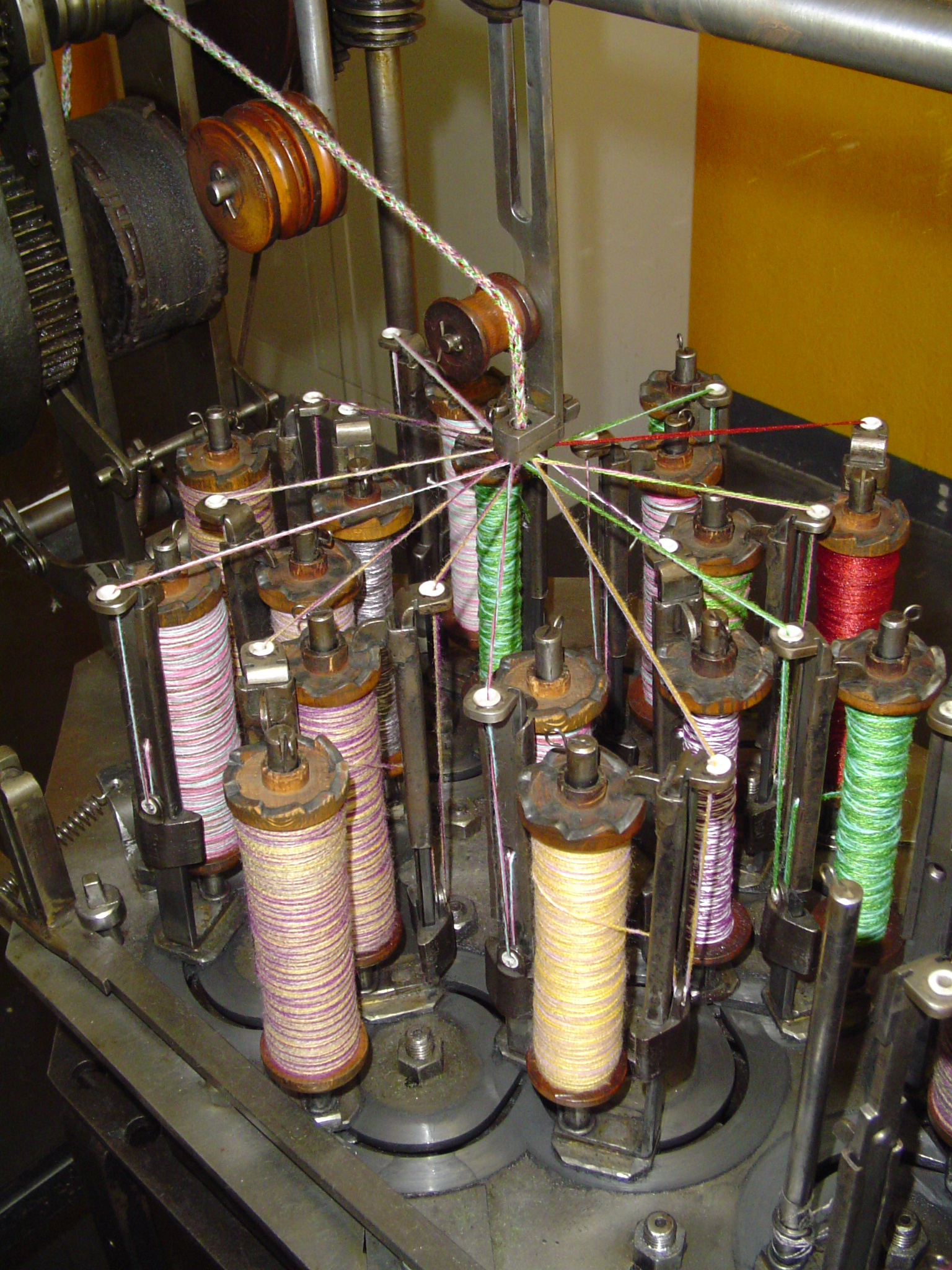
Machine industrielle historique.

## Les plus grandes entreprises
Sont listées ici les plus grandes entreprises mondiales quant au chiffre d'affaires dans le domaine des articles de sport et du prêt-à-porter en 2019 :
| Entreprise              | Pays       | Chiffre d'affaires (en milliards de $) |  |
| ----------------------- | ---------- | -------------------------------------- |  |
| Christian Dior SE       | France     | 58,7                                   |  |
| Nike                    | États-Unis | 38,7                                   |  |
| Inditex (Zara)          | Espagne    | 30,7                                   |  |
| Adidas                  | Allemagne  | 25,9                                   |  |
| H&M                     | Suède      | 24,3                                   |  |
| Fast Retailing (Uniqlo) | Japon      | 20,0                                   |  |
| Gap                     | États-Unis | 16,6                                   |  |

## Production et distribution
Les plus grandes entreprises impliquées dans la production et la distribution de vêtements.
ordre alphabétique
- Adidas
- American Apparel
- Petit Bateau
- Reebok
- Groupe Zannier

## Distribution
Les plus grandes entreprises impliquées uniquement dans la distribution de vêtements.
ordre alphabétique
- Aigle
- Benetton
- Billabong
- Celio
- Diesel
- Ecko Unlimited
- Enyce
- Fila
- Franklin & Marshall
- H & M
- Jacob
- Jennyfer
- Lacoste
- La Senza
- Polo Ralph Lauren
- Puma
- Quiksilver
- Rip Curl
- UNIQLO
- Zara

## Conception assistée par ordinateur
- Lectra
- Lingerie indiscrète